# Saint Peter
Saint Peter é uma paróquia de Barbados. Sua população estimada em 2005 era de 11.200 habitantes.

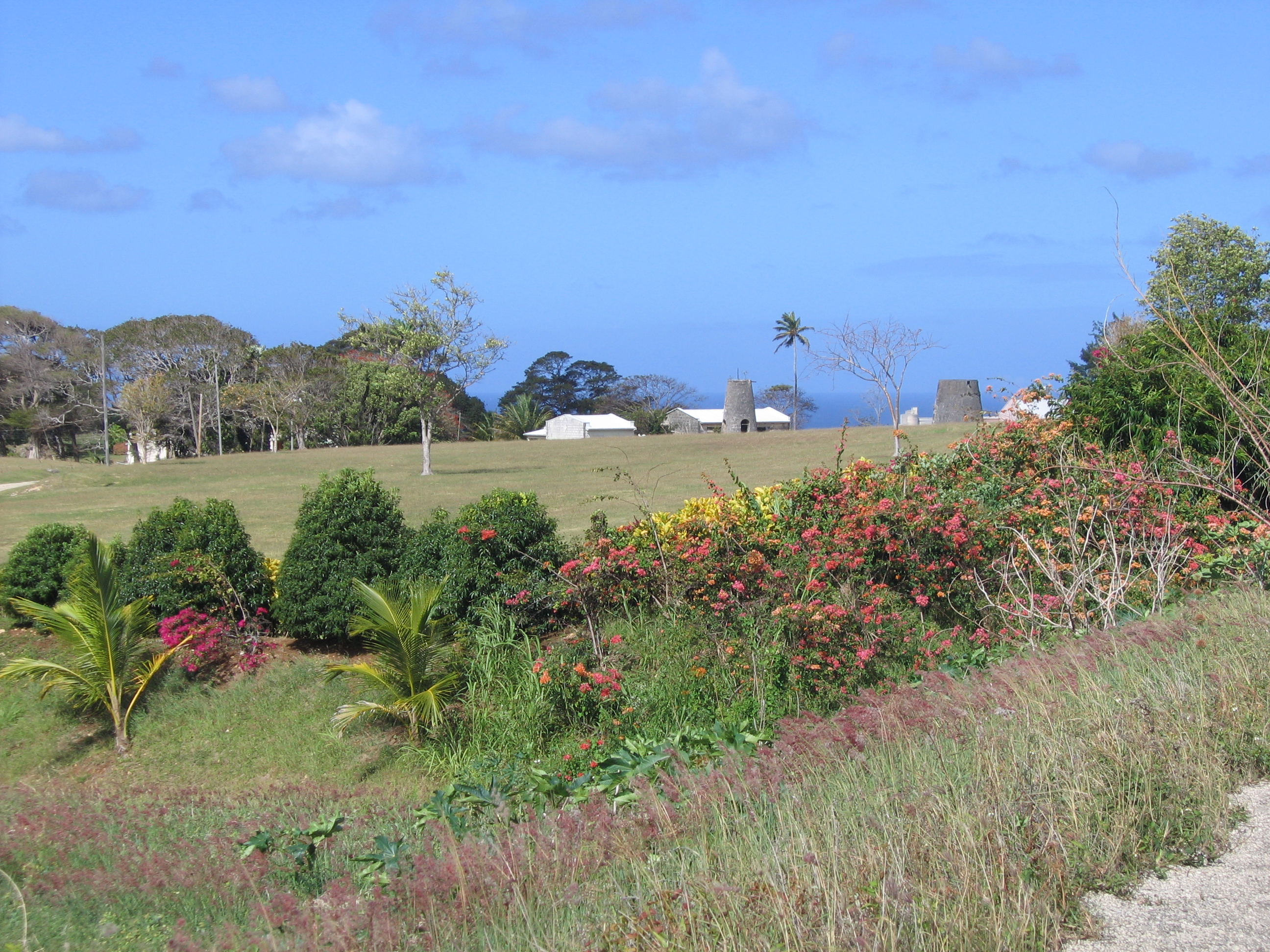

## Principais cidades
- Mile and a Quarter
- Portland
- Speightstown